# Loi de Gompertz
En théorie des probabilités et en statistique, la loi de Gompertz est une distribution de probabilité continue. Elle porte le nom du mathématicien britannique Benjamin Gompertz. En 1825, Gompertz modélise le taux de mortalité grâce à un modèle, la loi de Gompertz s'en déduit.
La loi de Gompertz avec dérive est la loi de probabilité du maximum de deux variables aléatoires indépendantes, l'une de loi exponentielle de paramètre b, l'autre de loi de Gompertz de paramètres η et b. Cette version avec dérive a été proposée par Albert Bemmaor en 1994 pour un modèle d'économie.
Ces lois sont depuis utilisées dans plusieurs domaines : économie, biologie, etc.

## Caractérisation

### Densité de probabilité
La densité de probabilité de la loi de Gompertz est donnée par  :
{\displaystyle \forall x\in \mathbb {R} ,\ f(x;b,\eta )=\eta b\mathrm {e} ^{-bx}\mathrm {e} ^{-\eta \mathrm {e} ^{-bx}}}
où b > 0 est le paramètre d'échelle et η > 0 est le paramètre de forme.
En actuariat, biologie ou démographie, les paramètres peuvent être différents.

### Fonction de répartition
La fonction de répartition de la loi de Gompertz est donnée par :
{\displaystyle \forall x\in \mathbb {R} ,\ F(x;b,\eta )=\mathrm {e} ^{-\eta \mathrm {e} ^{-bx}}}

### Propriétés
La moyenne d'une variable aléatoire Y suivant une loi de Gompertz est donnée par :
{\displaystyle \mathbb {E} (Y)={\frac {1}{b}}\left[\ln \eta -\psi (1)\right]}
où ψ est la fonction digamma et où ψ(1) = –0,577... = –γ est l'opposé de la constante d'Euler.
La variance d'une variable aléatoire Y suivant une loi de Gompertz est donnée par :
{\displaystyle {\textrm {Var}}(Y)={\frac {1}{b^{2}}}\psi ^{(1)}(1)}
où ψ(1) est la fonction trigamma et où ψ(1)(1) = 1,645....

## Loi de Gompertz avec dérive

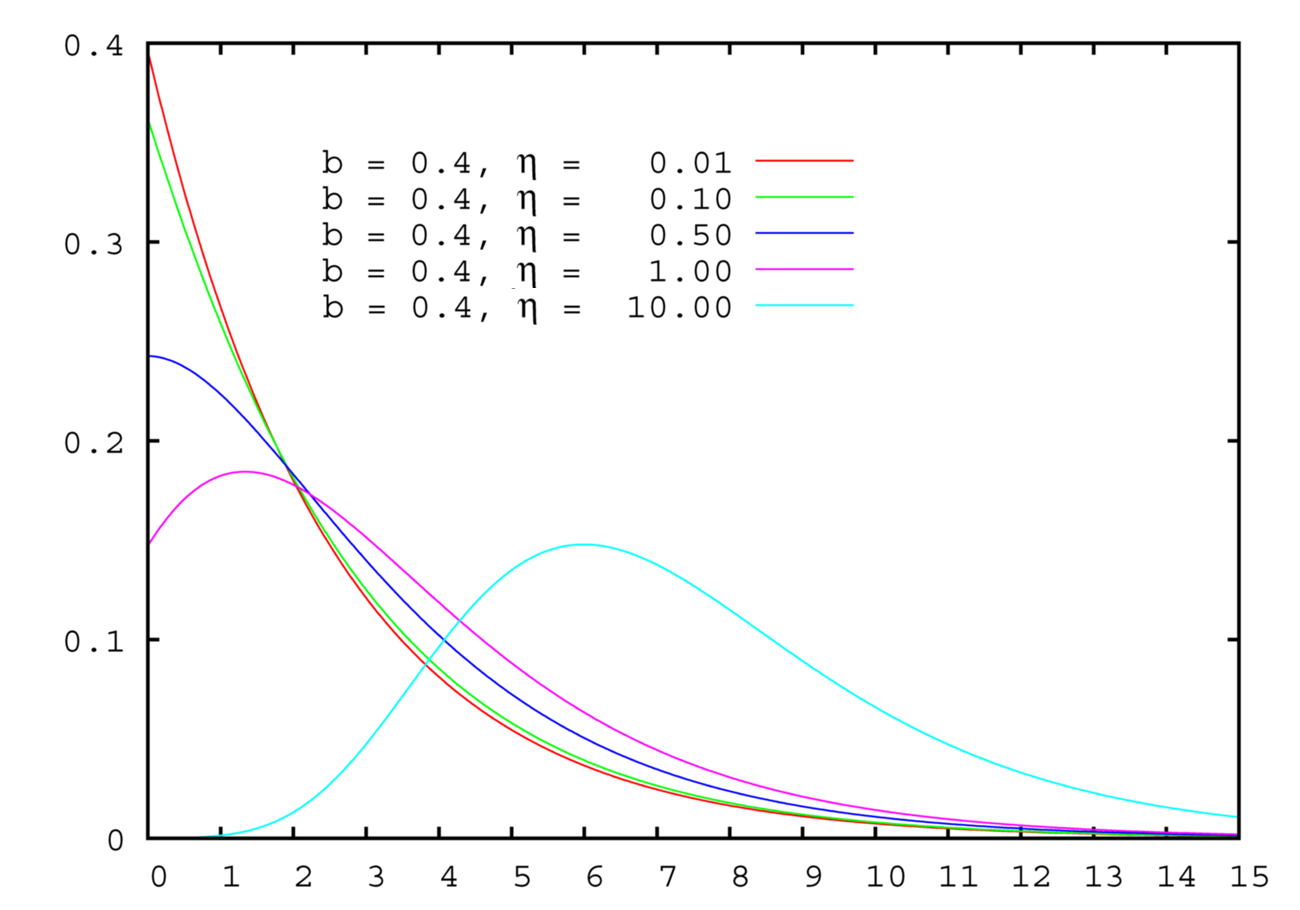
Densité de la loi de Gompertz avec dérive.

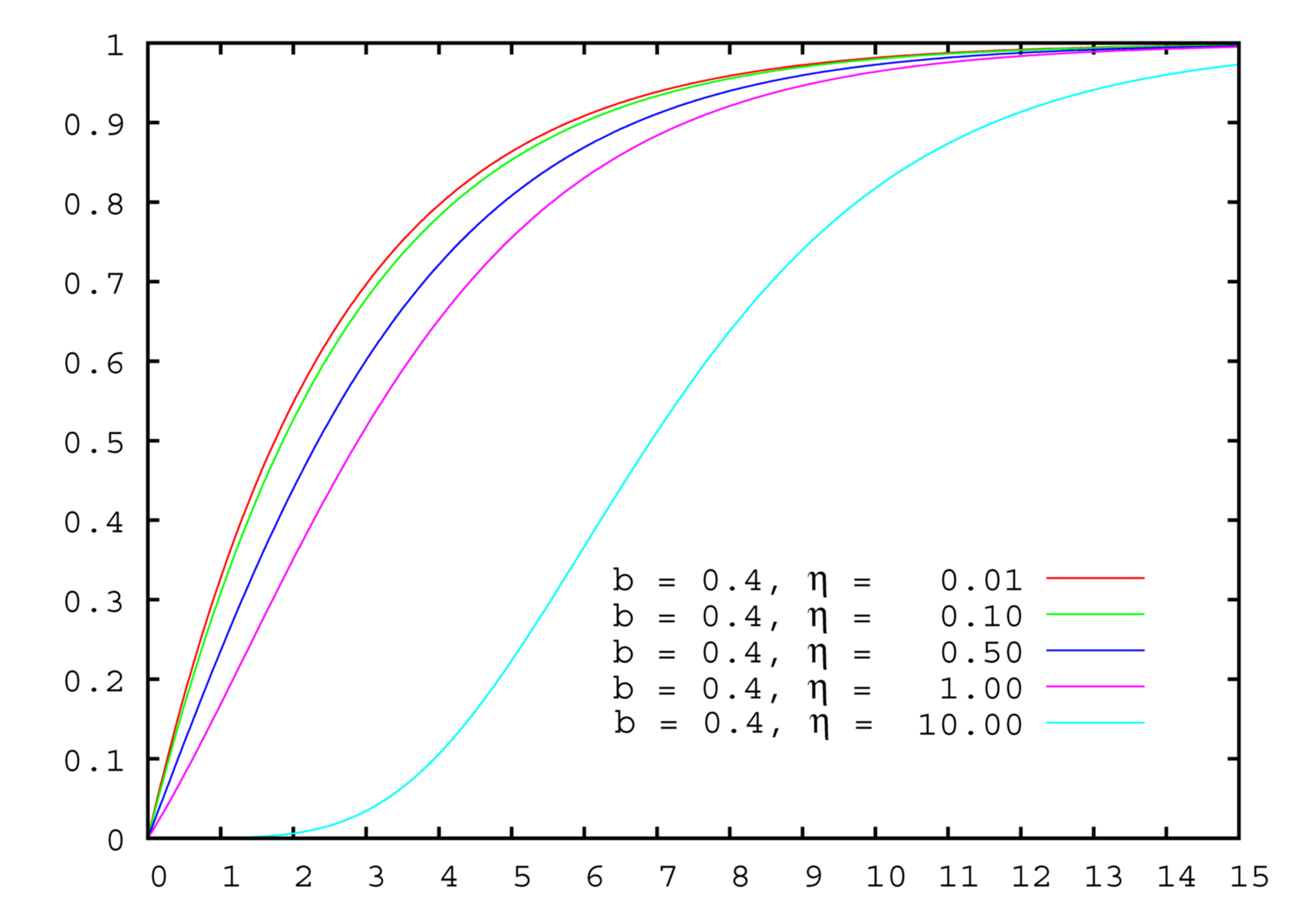
Fonction de répartition de la loi Gompertz avec dérive.

La densité de probabilité de la loi de Gompertz avec dérive est donnée par  :
{\displaystyle f(x;b,\eta )={\begin{cases}b\mathrm {e} ^{-bx}\mathrm {e} ^{-\eta \mathrm {e} ^{-bx}}\left[1+\eta \left(1-\mathrm {e} ^{-bx}\right)\right]&{\text{ pour }}x\geq 0\\0&{\text{ sinon.}}\end{cases}}}
La fonction de répartition de la loi de Gompertz avec dérive est donnée par :
{\displaystyle F(x;b,\eta )={\begin{cases}\left(1-\mathrm {e} ^{-bx}\right)\mathrm {e} ^{-\eta \mathrm {e} ^{-bx}}&{\text{ pour }}x\geq 0\\0&{\text{ sinon.}}\end{cases}}}
L'espérance d'une variable aléatoire Y de la loi de Gompertz avec dérive est donnée par :
{\displaystyle \mathbb {E} (Y)=-{\frac {1}{b}}\left(\mathbb {E} [\ln(X)]-\ln(\eta )\right)}
où 
{\displaystyle \mathbb {E} \{\ln(X)\}=\left(1+{\frac {1}{\eta }}\right)\int _{0}^{\eta }\mathrm {e} ^{-X}\ln(X)\,\mathrm {d} X-{\frac {1}{\eta }}\int _{0}^{\eta }X\mathrm {e} ^{-X}\ln(X)\,\mathrm {d} X.}

La variance d'une variable aléatoire Y de la loi de Gompertz avec dérive est donnée par :
{\displaystyle {\textrm {Var}}(Y)={\frac {1}{b^{2}}}\left[\mathbb {E} \{[\ln(X)]^{2}\}-(\mathbb {E} [\ln(X)])^{2}\right]}
où
{\displaystyle \mathbb {E} \{[\ln(X)]^{2}\}=\left(1+{\frac {1}{\eta }}\right)\int _{0}^{\eta }\mathrm {e} ^{-X}[\ln(X)]^{2}\,\mathrm {d} X-{\frac {1}{\eta }}\int _{0}^{\eta }X\mathrm {e} ^{-X}[\ln(X)]^{2}\,\mathrm {d} X.}
Le mode de la loi de Gompertz avec dérive est 0 quand 0 < η ≤ 0,5, et {\displaystyle -{\frac {\ln(z^{\star })}{b}}} quand η > 0,5 avec {\displaystyle z^{\star }={\frac {3+\eta -{\sqrt {\eta ^{2}+2\eta +5}}}{2\eta }}}.

### Forme
La loi de Gompertz avec dérive peut prendre différentes types de forme en fonction du paramètre de forme η :
- 0 <η ≤ 0,5 : la densité a son mode en 0.
- η > 0,5 : la densité a son mode en {\displaystyle -{\frac {\ln(z^{\star })}{b}}} où {\displaystyle z^{\star }={\frac {3+\eta -{\sqrt {\eta ^{2}+2\eta +5}}}{2\eta }}\in ]0,1[} est la plus petite racine de  {\displaystyle \eta ^{2}z^{2}-\eta (3+\eta )z+\eta +1=0}.